# Koprivnik v Bohinju
Koprivnik v Bohinju je razloženo naselje na južnem pobočju Pokljuke v Občini Bohinj.
Naselje je nastalo iz nekdanje pašne planine. Kmetije so razporejene okrog polja v manjši kotlini Mrzlega potoka. Prebivalstvo, ki se po letu 1945 zaradi odseljevanja vztrajno manjša, se v glavnem ukvarja s planinsko živinorejo in gozdarstvom. V vasi je nekoč stal tudi mlin na veter, ki je bil kasneje porušen.

## Etimologija
Izvor imena ni točno pojasnjen, vendar poznamo več hipotez. Po prvi razlagi ime nima nobene povezave s koprivami. Nastalo je zaradi različnih vodnih izvirov. Čez Koprivnik ob hudem neurju teče hudournik, ki se imenuje Kroparca. Ko pridrvi, se močno peni, zelo podobno kot se peni krop. Prvotno naj bi bilo ime vasi Kropivnik, kasneje naj bi se zaradi premeta preimenovalo v Koprivnik. Druga razlaga pa pravi, da je Koprivnik povezan ravno s koprivami. Do prvih priseljencev je bila to zgolj planina, na kateri so kmetje pasli živino in gnojili travo. Ker pa so edine rastline, ki rastejo okoli gnojišč, koprive, je vas po njih dobila tudi ime.

## Zgodovina
Partizanski borci iz gorjanskih in bohinjskih vasi, združeni v Prešernov bataljon so v noči na 16. december 1941 krenili na Nomenj, da bi ob načrtovani splošni vstaji zaustavili vlak. Nemški okupator je načrtovano akcijo preprečil. Bataljon se je zaradi tega umaknil proti Koprivniku in Gorjušam, od koder se je večina borcev vrnila domov. S Koprivnika je 14. decembra 1943 odšel 3. bataljon Prešernove brigade na Goreljek, tu so ga v Lovčevem hotelu napadle nemške enote. V spopadu je bilo ubitih 79 partizanov, 6 pa jih je ušlo zasedi.